# Großer Geysir

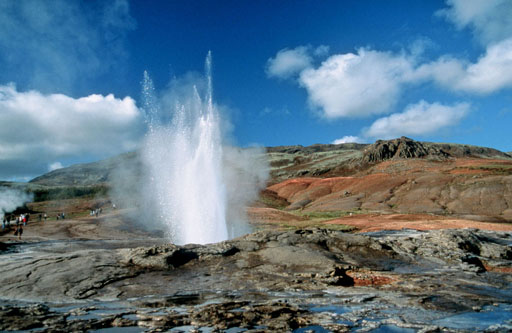
Der ausbrechende Große Geysir

Der Große Geysir (isl. Stóri Geysir, [ˌstouːrɪ ˈceiːsɪr]) ist ein Geysir im Süden Islands im Gemeindegebiet von Bláskógabyggð.
Der Begriff Geysir ist vom isländischen Wort geysa „herausspritzen, sich ergießen“ abgeleitet (was wiederum das Frequentativum des Verbs gjósa „sprudeln, ausbrechen“ ist), wurde im 17. Jahrhundert geprägt und bezeichnet generell geothermale Springquellen ähnlicher Art, wie sie in anderen Teilen der Welt erst im 19. Jahrhundert allgemein bekannt wurden.
Der Große Geysir wurde im 13. Jahrhundert – als Erscheinung – erstmals beschrieben, ist damit der älteste bekannte Geysir und ist gelegentlich noch aktiv.
Das Vulkansystem im geothermisch sehr aktiven Gebiet Haukadalur am Fuße des Lavadoms Laugarfjall im Süden der Insel ist nach ihm benannt.

## Zum Vulkansystem Geysir

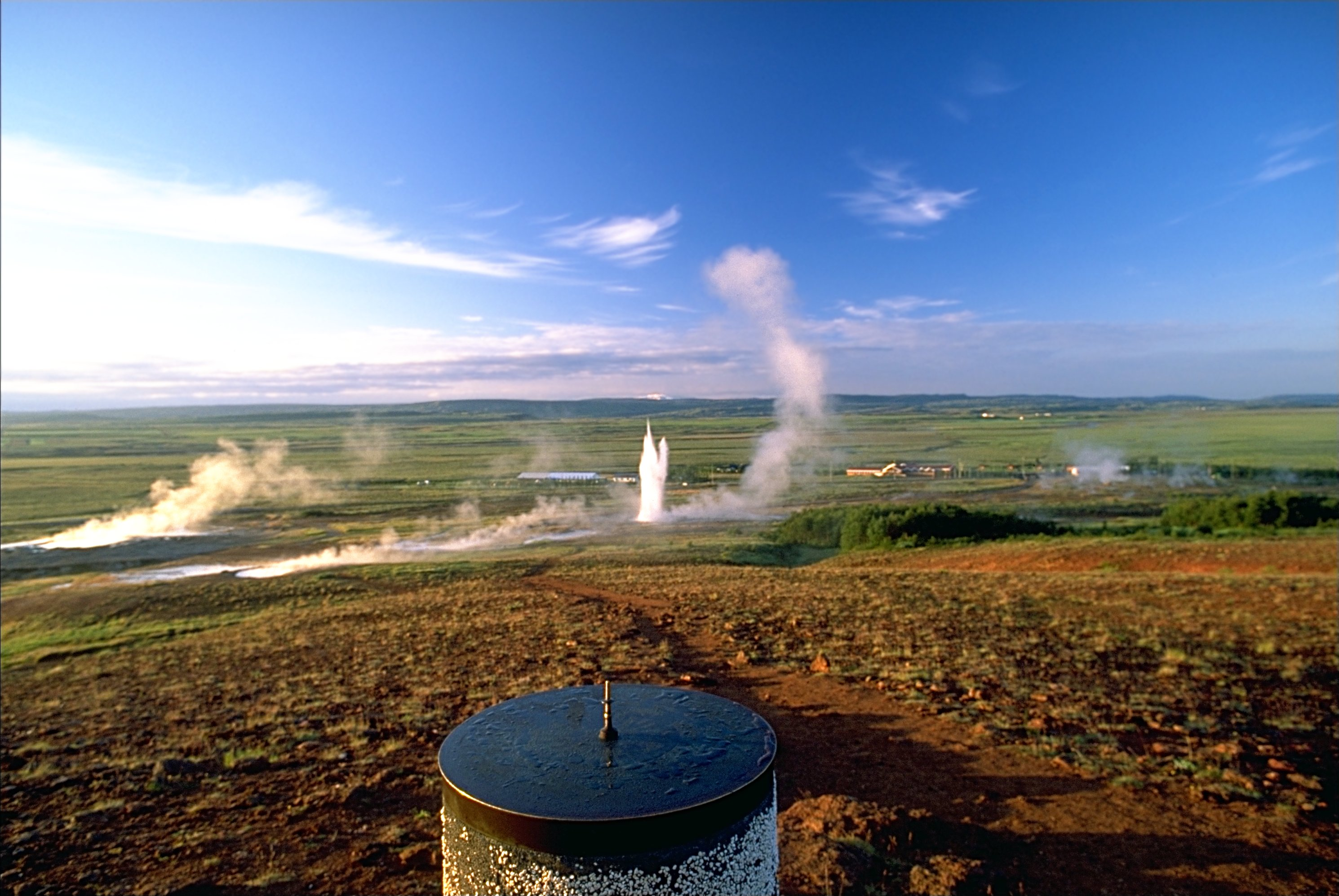
Überblick über das Geothermalfeld Haukadalur

Das Vulkansystem im Haukadalur besteht aus einem erodierten Zentralvulkan aus Basaltgestein sowie Lavadomen aus Rhyolith aus dem Pleistozän. Nach der Eiszeit wurden zwar keine Eruptionen im Vulkansystem festgestellt, doch es ist noch aktiv.
Das Hochtemperaturgebiet ist ca. 500 m lang und 100 m breit. Es scheint in der Vergangenheit viel größer gewesen zu sein, denn die für die Abdeckung von Springquellen typischen Silikatplatten bedecken ein Gebiet von 200.000 m2.

## Funktionsweise

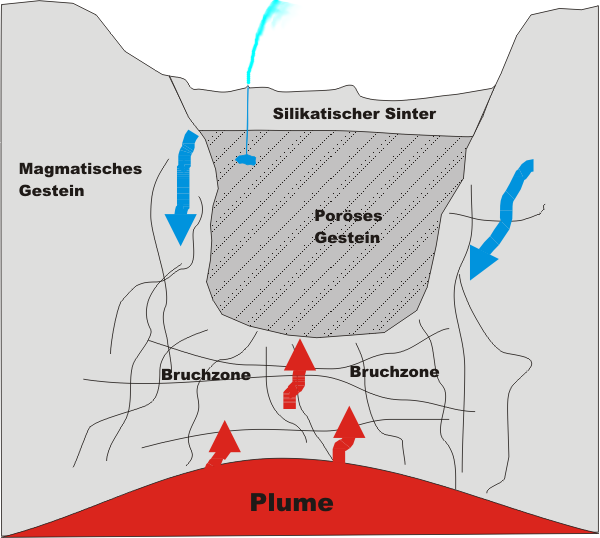
Schemazeichnung Geysir

Die Funktionsweise eines Geysirs war lange Zeit unerklärt. Erst im Jahr 1846 konnte Robert Bunsen bei einer Reise nach Island den Geysir erkunden und seine Funktion wissenschaftlich erklären.
Springquellen, die Geysire genannt werden, entstehen, wenn sie einen verhältnismäßig engen Eruptionskanal haben. Durch Magma aufgeheiztes Sickerwasser wird aufgrund des Drucks der Wassersäule im Eruptionskanal auf weit über 100 °C aufgeheizt ohne zu kochen. Einzelne Blasen steigen auf, und pressen einen Teil des Wassers heraus. Dadurch fällt der Druck ab und das überhitzte Wasser verwandelt sich schlagartig in Wasserdampf, der das noch übrige flüssige Wasser nach oben durch die Spalte presst. Bei einer solchen Eruption kann das Wasser bis zu 100 Meter in die Luft geschleudert werden.
Im Falle des Großen Geysirs konnte als Quelle ca. 20 m unter der Erdoberfläche ein Heißwasserstrom mit 127 °C Temperatur ermittelt werden.

## Geschichte

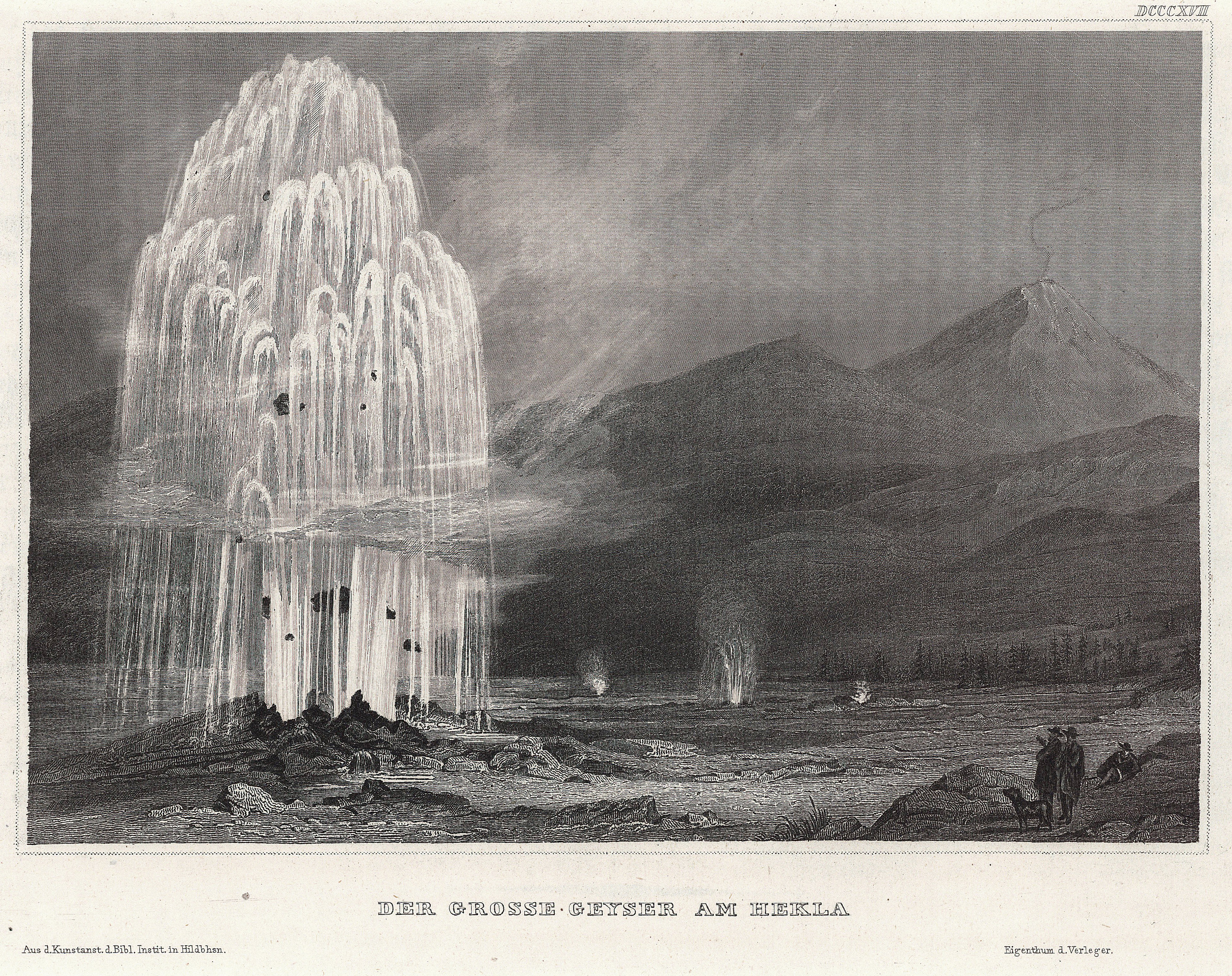
Der Große Geysir auf einem Stahlstich von 1856

Der Große Geysir wurde 1294 das erste Mal in den sog. Oddsverja annáll erwähnt, als ein starkes Erdbeben die bereits vorher bekannten Quellen des Haukadalur erschütterte und die geologische Aktivität maßgeblich veränderte. Im Jahr 1647 wurde er vom Bischof Brynjólfur Sveinsson erstmals unter dem Namen Geysir beschrieben. Schon im 17. Jahrhundert erkannte man dann, dass die Aktivitäten der Springquelle direkt mit Erdbeben in Zusammenhang stehen müssen. 1845 erreichte er eine Höhe von 170 Meter. Seine Ausbrüche erreichten meist Höhen bis zu 60 Meter.
Ab 1915 stellte der Große Geysir seine Aktivität ein. Erst 1935 wurde er für einige Jahre wieder aktiv, um danach für längere Zeit zu schlafen.
In den 1970er Jahren wurde er als Touristenattraktion mit Hilfe von vielen Kilogramm Schmierseife zum Ausbrechen gebracht, was aber je nach Wetterlage über einen Tag dauern konnte. Später beschränkte man diese Maßnahme auf das erste Wochenende im August (Kaufmannswochenende). Auf Druck der Umweltschutzverbände wurde auch das Anfang der 1980er Jahre abgeschafft.
Seit einem Erdbeben im Jahr 2000 ist er nun wieder aktiv, er bricht allerdings nur unregelmäßig aus. Zwischen 17. und 20. Juni 2000 erreichte der Geysir für zwei Tage eine Höhe von 122 Metern und gilt als der höchste Geysir. Die Höhe seiner Ausbrüche beträgt nun nur bis zu 10 Meter, bei allerdings verlängerter Ausbruchsdauer.
Im Zuge der Finanzkrise hat Islands Wirtschaft mehr auf Tourismus gesetzt. Konnte man in den 1990er Jahren lediglich mit einem zweimal täglich verkehrenden Omnibus den großen Geysir erreichen und besichtigen, so stellt er nun eines der Hauptziele der isländischen Tourismusindustrie dar und ist Teil des sogenannten Golden Circle. Es sind zahlreiche Großraumparkplätze, Outlet-Stores, Lodges und Souvenirläden dazugekommen.

## Weitere bekanntere Quellen im Haukadalur (Südisland)

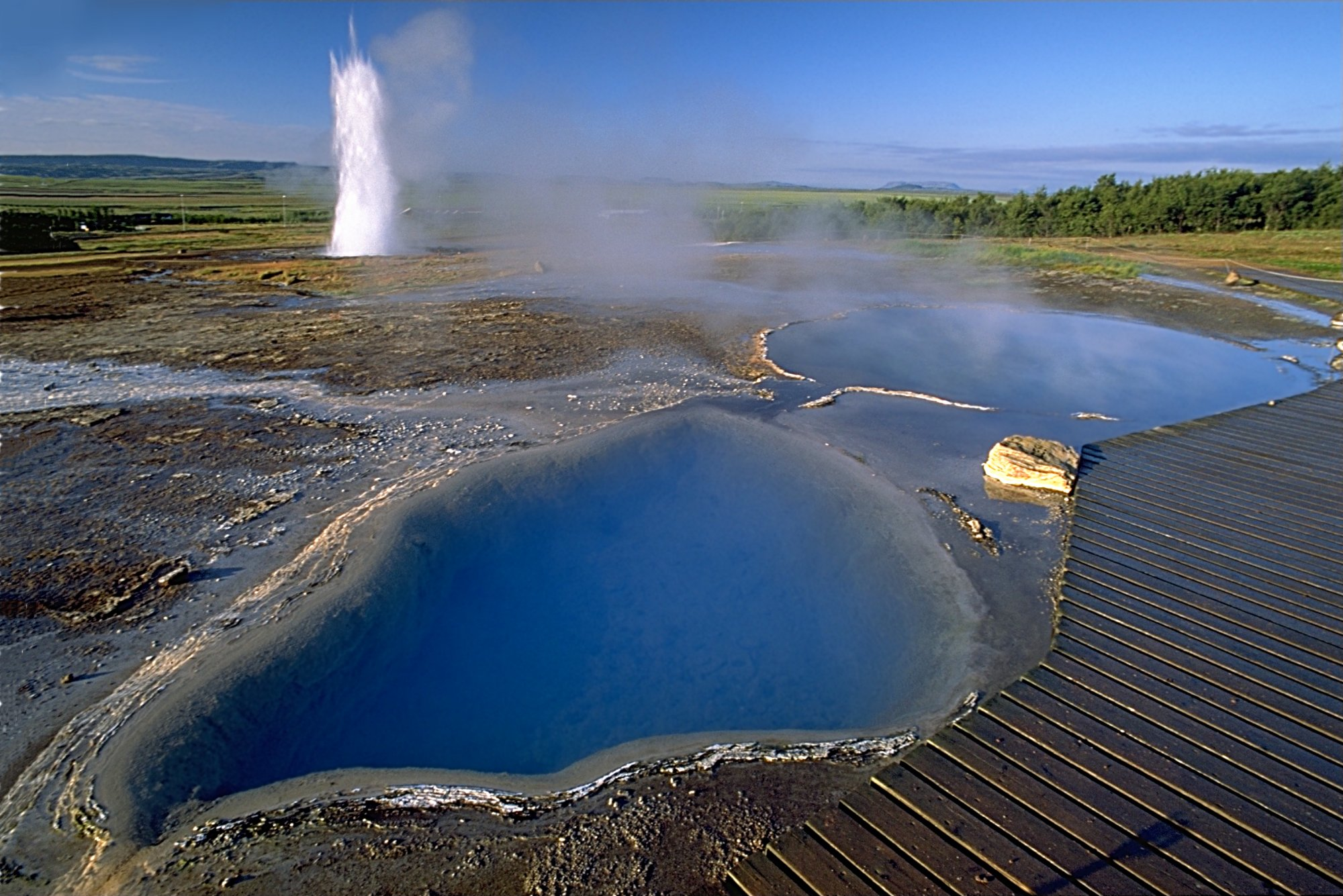
Quelle Blesi im Haukadalur. Im Hintergrund der eruptierende Strokkur.

Wenige Meter neben ihm befinden sich der regelmäßig aktive Geysir Strokkur sowie weitere Springquellen wie Smiður und Litli Geysir (Der kleine Geysir) sowie eine große Anzahl von anderen Heißwasserquellen, wie etwa Blesi.